# Bob Hopkins
Robert M. "Bob" Hopkins (Jonesboro, Luisiana, 3 de noviembre de 1934 - Bellevue, Washington, 15 de mayo de 2015) fue un jugador y entrenador de baloncesto estadounidense que disputó cuatro temporadas en la NBA, además de jugar en la ABL. Como entrenador, la mayor parte de su carrera transcurrió en el baloncesto universitario, con una breve incursión en la NBA, dirigiendo a los Seattle SuperSonics. Con 2,03 metros de estatura, jugaba en la posición de ala-pívot. Era primo del también jugador profesional Bill Russell.

## Trayectoria deportiva

### Universidad
Jugó durante tres temporadas con los Tigers de la Universidad de Grambling St., rechazando una oferta de la Universidad de Indiana, y se convirtió en el máximo anotador y reboteador de la historia de la universidad, consiguiendo 3.756 puntos (29,1 por partido) y 2.191 rebotes.

### Profesional
Fue elegido en la septuagésimo quinta posición del Draft de la NBA de 1956 por Syracuse Nationals, donde jugó cuatro temporadas como suplente de Dolph Schayes, siendo la más destacada la 1958-59, en la que promedió 10,0 puntos y 6,5 rebotes por partido. Uno de sus mejores partidos lo disputó ante los Boston Celtics de su primo Bill Russell, anotando 28 puntos al descanso para acabar con 44, siendo eliminado por faltas en el  tercer cuarto.
Antes de retirarse, jugó 15 partidos con los Philadelphia Tapers de la ABL, en los que promedió 4,8 puntos y 4,0 rebotes.

### Entrenador
Comenzó su carrera de entrenador en la Universidad Prairie View A&M, donde consiguió 18 victorias y 10 derrotas, para entrenar las tres temporadas siguientes en la Universidad Estatal de Alcorn, logrando unos balances de victorias-derrotas de 20-8, 24-3 y 27-1. Pasó posteriormente por la Universidad de Xavier, antes de convertirse en asistente de los Seattle SuperSonics, accediendo al puesto de entrenador interino al comienzo de la temporada 1977-78, siendo despedido tras lograr 5 victorias en 22 partidos, sustituido por Lenny Wilkens, que llevó al equipo a las Finales.
Tras pasar por el banquillo de los New York Knicks como asistente, regresó al baloncesto universitario para erntrenar en la Southern University, donde permaneció 3 temporadas, clasificando al equipo en una ocasión para el torneo de la NCAA en el que cayeron ante St. John's en primera ronda. Dirigió posteriormente a su alma mater y a la Universidad Maryland Eastern Shore.

## Estadísticas de su carrera en la NBA

### Temporada regular
| Temporada | Edad | Equipo             | Liga | P   | TIT | MIN  | TC  | TCA | %TC  | 3P | 3PA | %3P | TL  | TLA | %TL  | R.OF. | R.DEF. | REB | ASIS | ROB | TAP | PER | FP  | PTS  |
| 1956-57   | 22   | Syracuse Nationals | NBA  | 62  |     | 12.3 | 2.1 | 5.5 | .379 |    |     |     | 1.5 | 2.0 | .746 |       |        | 3.8 | 0.4  |     |     |     | 1.7 | 5.7  |
| 1957-58   | 23   | Syracuse Nationals | NBA  | 69  |     | 17.7 | 3.2 | 8.0 | .399 |    |     |     | 1.8 | 2.3 | .764 |       |        | 5.7 | 0.7  |     |     |     | 2.3 | 8.2  |
| 1958-59   | 24   | Syracuse Nationals | NBA  | 67  |     | 22.7 | 3.7 | 9.1 | .403 |    |     |     | 2.6 | 3.5 | .752 |       |        | 6.5 | 1.0  |     |     |     | 2.7 | 10.0 |
| 1959-60   | 25   | Syracuse Nationals | NBA  | 75  |     | 21.5 | 3.4 | 8.8 | .389 |    |     |     | 1.8 | 2.3 | .782 |       |        | 6.2 | 0.7  |     |     |     | 2.6 | 8.7  |
| Total     |      |                    | NBA  | 273 |     | 18.8 | 3.1 | 7.9 | .394 |    |     |     | 1.9 | 2.5 | .761 |       |        | 5.6 | 0.7  |     |     |     | 2.4 | 8.2  |

### Playoffs
| Temporada | Edad | Equipo             | Liga | P  | MIN | TCA | TC  | 3PA | 3P | TLA | TL | R.OF. | REB | ASIS | ROB | TAP | PER | FP | PTS | %TC  | %3P | %FT   | MIN  | PTS | REB | AST |
| 1956-57   | 22   | Syracuse Nationals | NBA  | 5  | 73  | 9   | 25  |     |    | 10  | 15 |       | 19  | 2    |     |     |     | 4  | 28  | .360 |     | .667  | 14.6 | 5.6 | 3.8 | 0.4 |
| 1957-58   | 23   | Syracuse Nationals | NBAA | 3  | 39  | 4   | 16  |     |    | 4   | 6  |       | 14  | 0    |     |     |     | 7  | 12  | .250 |     | .667  | 13.0 | 4.0 | 4.7 | 0.0 |
| 1958-59   | 24   | Syracuse Nationals | NBA  | 9  | 203 | 23  | 68  |     |    | 28  | 34 |       | 60  | 9    |     |     |     | 33 | 74  | .338 |     | .824  | 22.6 | 8.2 | 6.7 | 1.0 |
| 1959-60   | 25   | Syracuse Nationals | NBA  | 1  | 19  | 2   | 8   |     |    | 3   | 3  |       | 6   | 0    |     |     |     | 3  | 7   | .250 |     | 1.000 | 19.0 | 7.0 | 6.0 | 0.0 |
| Total     |      |                    | NBA  | 18 | 334 | 38  | 117 |     |    | 45  | 58 |       | 99  | 11   |     |     |     | 47 | 121 | .325 |     | .776  | 18.6 | 6.7 | 5.5 | 0.6 |